# Alfred von Degenfeld
Alfred Emil Ludwig Philipp Freiherr von Degenfeld (Gernsbach, 9 de febrero de 1816-Karlsruhe, 16 de noviembre de 1888) fue un teniente general badense-prusiano y miembro del Reichstag.

## Biografía

### Familia
Alfred von Degenfeld era el hijo menor de Christoph Ferdinand IV. Philipp von Degenfeld (1772-1858) y de su esposa Augusta, nacida von Freystedt (1780-1861) y era por lo tanto parte de la familia Degenfeld. Su hermano mayor Ferdinand Christoph murió tempranamente en 1844 como resultado de una enfermedad mental, de tal modo que Alfred heredó la entera propiedad de su padre, consistente en la finca de la mansión en Neuhaus y los co-señoríos de Eulenhof, Ehrstädt, Unterbiegelhof, Waibstadt y Wagenbach. En 1861, tenía en feudo las propiedades de su padre y fue el último poseedor del feudo de la línea de Degenfeld-Neuhaus antes de que la propiedad pasara a la familia en 1862.

### Carrera militar
Degenfeld se unió al 3.º Regimiento de Infantería en el Ejército de Baden en 1833 y fue promovido a capitán y comandante de compañía del 1.º Regimiento de Infantería en 1845. En 1848/49 estuvo involucrado en la campaña contra tropas revolucionarias. En 1849 estuvo temporalmente retirado, pero después fue llamado de nuevo al puesto en el regimiento. En 1850 estuvo en el 2.º Regimiento de Infantería cuando fue restablecido el Cuerpo de Ejército de Baden, y en 1855 estuvo en el Regimiento de Granaderos de la Guardia. En 1858 fue nombrado mayor y en 1861 teniente coronel del 2.º Batallón de Fusileros. En 1863 estuvo al mando del contingente de Baden en la fortaleza de Rastatt (una de las fortalezas confederadas), pero fue relevado de este mando en 1864 debido al cambio de guarnición. En 1865 Degenfeld fue promovido a coronel y se le dio el mando del Regimiento de Granaderos de la Guardia. Durante la guerra austro-prusiana, Degenfeld participó con su regimiento como parte de la División de Baden a las órdenes del Príncipe Guillermo, como parte de la Campaña del Meno en la batalla de Hundheim el 23 de julio de 1866, en la batalla de Werbach el 24 de julio de 1866 y en la batalla de Gerchsheim. En 1868 fue promovido a mayor general y comandante de la 2.ª Brigada de Infantería.
En la guerra franco-prusiana, Degenfeld y su brigada eran parte de la División de Baden en el XIV Cuerpo a las órdenes del General August von Werder. Entre el 16 de agosto y el 27 de septiembre de 1870, la brigada participó en el asedio de Estrasburgo. El 1 de octubre de 1870, estuvo al mando en los Vosgos dispersando francotiradores que se habían juntado ahí. Un total de cuatro brigadas fueron utilizadas por el XIV Cuerpo para estas batallas. Todas estas unidades recibieron refuerzos con artillería adicional y unidades de caballería independiente con el propósito de proceder independientemente.
La guerra contra el Ejército de los Vosgos a las órdenes de Giuseppe Garibaldi condujo a varias escaramuzas menores, ya que los voluntarios franceses sin entrenamiento e inconsistentes evitaban enfrentarse a unidades cerradas de tropas alemanas en una batalla abierta. Lugares con batallas destacables fueron Raon l'Etape, Nompatelize, St. Die, Etuz am Oignon, Pasques cerca de Dijon, y junto con la brigada del Príncipe Guillermo von Baden, en Nuits contra la división del general francés Camille Crémer. Ahí tomó parte en la batalla de Villersexel y pudo abrirse paso con éxito junto con otras unidades alemanas y marchar sobre Belfort y obtener una ventaja de dos días con la que se construyó una posición defensiva en el Lisaine.
En la batalla del Lisaine, Degenfeld comandó el ala derecha de la posición alemana en Frahier entre el 15 y el 17 de enero de 1871. Se vio obligado a abandonar Chenebier el 16 de enero cuando el Ejército Oriental intentó abarcar su posición. El General von Degenfeld pudo mantener su posición contra oponentes numéricamente muy superiores por un periodo de unas diez horas. Al día siguiente, refuerzos a las órdenes del General Keller lograron recapturar la vieja posición en el Lisaine en un contraataque. Por sus operaciones durante la guerra, Degenfeld recibió la Cruz de Comandante de la Orden al Mérito Militar de Carlos Federico así como ambas clases de la Cruz de Hierro.
Después de la conclusión de la paz, el 15 de julio de 1871 era mayor general en la Ejército Prusiano de la Unión y fue designado comandante de la 56.ª Brigada de Infantería, pero el 18 de octubre de 1871 se le concedió el rango de teniente general.

## Últimos años
Después de su retiro, Degenfeld fue miembro del Reichstag para la circunscripción del Gran Ducado de Baden desde 1887 hasta su muerte el 16 de noviembre de 1888 en Karlsruhe.